# Massala imitans
Massala imitans là một loài bướm đêm trong họ Erebidae.